# Valentín Bubukin
Valentín Borísovich Bubukin (en ruso: Валентин Борисович Бубукин; 23 de abril de 1933 – 30 de octubre de 2008) fue un futbolista y entrenador ruso y soviético. Desarrolló prácticamente toda su carrera en el FC Lokomotiv Moscú y fue internacional con la selección de la Unión Soviética, con quien se proclamó campeón de la Eurocopa 1960.

## Carrera profesional
Bubukin comenzó a entrenar a los 12 años en el club Krylia Sovetov. Luego se trasladó al VVS Moscú, pero el equipo fue disuelto en 1952, y Bubukin fichó por el FC Lokomotiv Moscú, donde pasó la mayor parte de su carrera. Hizo su debut con la selección de la Unión Soviética el 6 de septiembre de 1959 en un amistoso contra Checoslovaquia (fue seleccionado para la plantilla de la Copa Mundial de la FIFA 1958, pero no jugó en ningún partido del torneo). Bubukin jugó la primera Copa de Europa de Naciones en 1960, que fue conquistada por el equipo soviético.
Después de retirarse en 1965, trabajó como entrenador de fútbol del Lokomotiv Moscú (1966-1968), SC Tavriya Simferopol (1970-1972), FC Karpaty Lviv (1972-1974), PFC CSKA Moscú (1975-1978, 1981-1987) Y CSKA Hanoi (1978), ganando el título nacional con CSKA Hanoi en Vietnam en 1978.